# John Christensen
 Der er flere personer med dette navn, se John Christensen (flertydig).
John Christensen (1940-2005) var en dansk professionel bokser i letsværvægt.
John Christensen debuterede som professionel den 2. juli 1964 i KB Hallen med en sejr på knockout i første omgang over tyskeren Siegfried Ackers, der derved led sit tredje nederlag som professionel ud af tre mulige. I John Christensens næste kamp blev han matchet mod belgieren Valere Mahau, der tidligere havde tabt til Carl Welschou, og som få måneder forinden var blevet slået ud i en kamp om det belgiske mesterskab i letsværvægt. Mahau havde 6 nederlag i 7 kampe, men fordoblede antallet af sejre, da han vandt på point over John Christensen. 
Den 3. december 1965 mødte John Christensen landsmanden Erik Jørgensen i en kamp over 8 omgange, der blev annonceret som det danske mesterskab i letsværvægt. John Christensen vandt på point, og fik sin 4. sejr i 5 kampe. Sideløbende med boksekarrieren læste John Christensen til ingeniør, og efter afsluttende eksamen blev Christensen den 9. juni 1966 matchet mod nordmanden Roy Askevold, der med 10 sejre i 13 kampe var en klasse stærkere end Christensens tidligere modstandere. John Christensen boksede en god første omgang, men havde intet tilbage herefter, og opgav kort inden afslutningen af 3. omgang. John Christensen indstillede herefter karrieren efter 6 professionelle kampe, hvoraf de 4 blev vundet (3 før tid) og 2 tabt (1 før tid).

## Eksterne links
- Professionel rekordliste på (Webside ikke længere tilgængelig) Boxrec.com